# Gouvernement Truss
Royaume-Uni
Johnson II Sunak
Le gouvernement Truss (en anglais : Truss ministry) est le gouvernement du Royaume-Uni de Grande-Bretagne et d'Irlande du Nord entre le 6 septembre et le 25 octobre 2022, sous la 58e législature de la Chambre des communes.
Il est dirigé par la conservatrice Liz Truss et formé après la démission de Boris Johnson, au pouvoir depuis 2019, puis une élection à la direction du Parti conservateur. Il se compose de 22 membres, dont une porte le titre de vice-Première ministre. Il est le dernier gouvernement formé sous le règne d'Élisabeth II, qui meurt deux jours après l'intronisation de la Première ministre.
Majoritaire à la Chambre des communes, il est constitué du seul Parti conservateur.
Son mandat ne dure que 49 jours, un record de brièveté qui s'inscrit dans le cadre d'une crise politique qui avait déjà emporté le gouvernement précédent et que Liz Truss aggrave par la présentation de mesures budgétaires et fiscales non-financées qui déstabilisent les marchés financiers, ce qui finit par la contraindre à démissionner.
Il succède au second gouvernement Johnson et cède le pouvoir au gouvernement du conservateur Rishi Sunak, élu chef du Parti conservateur.

## Historique du mandat
Ce gouvernement est dirigé par la nouvelle Première ministre Liz Truss, précédemment secrétaire d'État aux Affaires étrangères. Il est constitué et soutenu par le Parti conservateur, qui dispose seul de 357 députés sur 650, soit 54,9 % des sièges de la Chambre des communes.
Il est formé à la suite d'une crise gouvernementale ayant conduit à la démission de Boris Johnson, au pouvoir depuis 2019.
Il succède donc au gouvernement Johnson II, constitué et soutenu dans les mêmes conditions.

### Formation
À la suite d'un grand nombre de démissions à tous les échelons du gouvernement en raison de scandales entourant son exercice du pouvoir, Boris Johnson annonce le 7 juillet 2022 sa démission de la direction du Parti conservateur, déclenchant une élection pour le remplacer, son successeur étant appelé à devenir Premier ministre.
Après un processus de pré-sélection opéré au sein du groupe parlementaire, la secrétaire d'État aux Affaires étrangères, Liz Truss, est élue cheffe du parti par les adhérents, remportant 57 % des voix contre 43 % à son concurrent, le chancelier de l'Échiquier, Rishi Sunak, le 5 septembre suivant. Le lendemain, la reine Élisabeth II lui confie la charge de constituer le nouveau gouvernement du Royaume-Uni lors d'une rencontre formelle au château de Balmoral et non au palais de Buckingham, en raison des difficultés de la souveraine à se déplacer. Elle procède le soir-même à la nomination des membres de son cabinet.
En confiant les postes-clés de chancelier de l'Échiquier, secrétaire d'État aux Affaires étrangères et secrétaire d'État à l'Intérieur à Kwasi Kwarteng, James Cleverly et Suella Braverman, tous trois issus de l'immigration, la nouvelle Première ministre forme un cabinet encore plus divers que le précédent. Elle nomme vice-Première ministre sa directrice de campagne pour l'élection interne au Parti conservateur, Thérèse Coffey, et récompense ses soutiens de la première heure, Kwarteng et Cleverly, avec des responsabilités de premier plan. Les promotions de Braverman, Jacob Rees-Mogg comme secrétaire d'État à l'Énergie, ou encore Chris Heaton-Harris, secrétaire d'État pour l'Irlande du Nord, marquent un virage à droite encore plus marqué que le deuxième gouvernement Johnson. De celui-ci, ne sont pas reconduits aussi bien Rishi Sunak que des personnalités de poids, tels Dominic Raab ou Michael Gove. À l'inverse, des secrétaires d'État de premier ordre que sont James Cleverly et Suella Braverman n'ont qu'une faible expérience gouvernementale, ayant intégré l'exécutif depuis moins de quatre ans.

### Évolution
Kwasi Kwarteng annonce le 14 octobre 2022 qu'il a démissionné de ses fonctions de chancelier de l'Échiquier, conformément à la demande formulée par la Première ministre. Il avait annoncé trois semaines plus tôt un plan fiscal prévoyant d'importantes baisses d'impôt non-financées, ce qui avait eu pour effet de déstabiliser les marchés financiers et faire chuter le cours de la livre sterling. Il est remplacé quelques heures plus tard par Jeremy Hunt, qui avait apporté son soutien à Rishi Sunak dans la campagne de l'élection à la direction du Parti conservateur.
Cinq jours plus tard, le 19 octobre, Suella Braverman remet à son tour sa démission. Reconnaissant avoir utilisé une adresse électronique personnelle pour transmettre des documents confidentiels à un député, elle met en cause le programme du gouvernement, dénonçant le renoncement à des engagements dans le domaine de la lutte contre l'immigration illégale, et critique directement la gouvernance de Liz Truss. Cette dernière pourvoie le poste de secrétaire d'État à l'Intérieur par la nomination de Grant Shapps, ancien secrétaire d'État aux Transports sous Boris Johnson et lui aussi soutien de Rishi Sunak lors de la dernière élection du chef des Tories.

### Succession
Après plusieurs semaines de crise, déclenchée par la présentation des mesures fiscales en septembre, et face à une fronde de plus en plus intense au sein du groupe parlementaire, Liz Truss annonce le 20 octobre 2022 sa démission de la direction du Parti conservateur. Avec un mandat de 44 jours, elle établit le record du plus court mandat au 10 Downing Street, détenu depuis près de deux siècles par un autre conservateur, George Canning.
Le 24 octobre 2022, date limite de dépôt des parrainages requis pour participer à l'élection à la direction du Parti conservateur, seul Rishi Sunak remplit les conditions pour postuler comme chef du parti, ce qui lui permet d'être automatiquement désigné. Le lendemain, Liz Truss rencontre le roi Charles III et lui remet sa démission, qu'il accepte aussitôt, avant de nommer Rishi Sunak à sa succession. Le gouvernement Truss battait alors des records d’impopularité, avec un taux d'approbation de seulement 10 % à la mi-octobre .

## Composition
- Par rapport au gouvernement Johnson II, les nouveaux membres sont indiqués en gras, ceux ayant changé d'attributions le sont en italique.

| Fonction                                                                                            | Titulaire | Titulaire | Titulaire                              | Parti        |
| --------------------------------------------------------------------------------------------------- | --------- | --------- | -------------------------------------- | ------------ |
| Première ministre Premier lord du Trésor Ministre de la Fonction publique Ministre pour l'Union     |           |           | Liz Truss                              | Conservateur |
| Vice-Première ministre Secrétaire d'État à la Santé et à la Protection sociale                      |           |           | Thérèse Coffey                         | Conservateur |
| Chancelier de l'Échiquier Second lord du Trésor                                                     |           |           | Kwasi Kwarteng (jusqu'au 14/10/2022)   | Conservateur |
| Chancelier de l'Échiquier Second lord du Trésor                                                     |           |           | Jeremy Hunt                            | Conservateur |
| Secrétaire d'État aux Affaires étrangères, du Commonwealth et du Développement                      |           |           | James Cleverly                         | Conservateur |
| Secrétaire d'État à l'Intérieur                                                                     |           |           | Suella Braverman (jusqu'au 19/10/2022) | Conservateur |
| Secrétaire d'État à l'Intérieur                                                                     |           |           | Grant Shapps                           | Conservateur |
| Secrétaire d'État à la Défense                                                                      |           |           | Ben Wallace                            | Conservateur |
| Secrétaire d'État à la Justice Lord chancelier                                                      |           |           | Brandon Lewis                          | Conservateur |
| Chancelier du duché de Lancastre Ministre des Relations intergouvernementales Ministre des Égalités |           |           | Nadhim Zahawi                          | Conservateur |
| Leader de la Chambre des communes Lord président du Conseil                                         |           |           | Penny Mordaunt                         | Conservateur |
| Leader de la Chambre des lords Lord du sceau privé                                                  |           |           | Nicholas True                          | Conservateur |
| Ministre sans portefeuille Président du Parti conservateur                                          |           |           | Jake Berry                             | Conservateur |
| Président de la COP26                                                                               |           |           | Alok Sharma                            | Conservateur |
| Secrétaire d'État aux Affaires, à l'Énergie et à la Stratégie industrielle                          |           |           | Jacob Rees-Mogg                        | Conservateur |
| Secrétaire d'État à l'Égalité des chances, au Logement et aux Communautés                           |           |           | Simon Clarke                           | Conservateur |
| Secrétaire d'État au Commerce international Président de la Commission du Commerce                  |           |           | Kemi Badenoch                          | Conservateur |
| Secrétaire d'État au Travail et aux Retraites                                                       |           |           | Chloe Smith                            | Conservateur |
| Secrétaire d'État à l'Éducation                                                                     |           |           | Kit Malthouse                          | Conservateur |
| Secrétaire d'État à l'Environnement, à l'Alimentation et aux Affaires rurales                       |           |           | Ranil Jayawardena                      | Conservateur |
| Secrétaire d'État aux Transports                                                                    |           |           | Anne-Marie Trevelyan                   | Conservateur |
| Secrétaire d'État au Numérique, à la Culture, aux Médias et aux Sports                              |           |           | Michelle Donelan                       | Conservateur |
| Secrétaire d'État pour l'Irlande du Nord                                                            |           |           | Chris Heaton-Harris                    | Conservateur |
| Secrétaire d'État pour l'Écosse                                                                     |           |           | Alister Jack                           | Conservateur |
| Secrétaire d'État pour le Pays de Galles                                                            |           |           | Robert Buckland                        | Conservateur |
| Participant aux réunions du cabinet                                                                 |           |           |                                        |              |
| Whip en chef Secrétaire parlementaire du Trésor                                                     |           |           | Wendy Morton                           | Conservateur |
| Secrétaire en chef du Trésor                                                                        |           |           | Chris Philp (jusqu'au 14/10/2022)      | Conservateur |
| Secrétaire en chef du Trésor                                                                        |           |           | Edward Argar                           | Conservateur |
| Procureur général                                                                                   |           |           | Michael Ellis                          | Conservateur |
| Ministre du Bureau du cabinet Paymaster General                                                     |           |           | Edward Argar (jusqu'au 14/10/2022)     | Conservateur |
| Ministre du Bureau du cabinet Paymaster General                                                     |           |           | Chris Philp                            | Conservateur |
| Ministre d'État au Développement                                                                    |           |           | Vicky Ford                             | Conservateur |
| Ministre d'État à la Sécurité                                                                       |           |           | Tom Tugendhat                          | Conservateur |
| Ministre d'État aux Forces armées et aux Anciens combattants                                        |           |           | James Heappey                          | Conservateur |
| Ministre d'État au Climat                                                                           |           |           | Graham Stuart                          | Conservateur |